# World Badminton Grand Prix 1993
Der World Badminton Grand Prix 1993 war die 11. Auflage des World Badminton Grand Prix. Zum Abschluss der Serie fand ein Finale statt.

## Austragungsorte
| Veranstaltung       | Ort                | Preisgeld    | IBF-Wertungskategorie | Datum       |
| ------------------- | ------------------ | ------------ | --------------------- | ----------- |
| Chinese Taipei Open | Taipeh             | 100.000 US $ | 4 Sterne              | 6.–13.1.    |
| Japan Open          | Tokio              | 150.000 US $ | 5 Sterne              | 12.–17.1.   |
| Korea Open          | Seoul              | 110.000 US $ | 4 Sterne              | 20.–24.1.   |
| Swiss Open          | Basel              | 35.000 US $  | 2 Sterne              | 10.–14.2.   |
| Swedish Open        | Täby               | 15.000 US $  | 1 Stern               | 10.–14.3.   |
| All England         | London             | 125.000 US $ | 5 Sterne              | 17.–21.3.   |
| Malaysia Open       | Kuching            | 180.000 US $ | 6 Sterne              | 13.–17.7.   |
| Indonesia Open      | Jakarta            | 166.000 US $ | 6 Sterne              | 21.–25.7.   |
| Canadian Open       | Calgary            | 35.000 US $  | 2 Sterne              | 15.–19.9.   |
| US Open             | Los Angeles        | 30.000 US $  | 1 Stern               | 22.–26.9.   |
| German Open         | Leverkusen         | 60.000 US $  | 3 Sterne              | 29.9.–3.10. |
| Dutch Open          | Den Bosch          | 35.000 US $  | 2 Sterne              | 6.–10.10.   |
| Denmark Open        | Aarhus             | 60.000 US $  | 3 Sterne              | 14.–17.10.  |
| Finnish Open        | Helsinki           | 15.000 US $  | 1 Sterne              | 20.–24.10.  |
| Russian Open        | Moskau             | 15.000 US $  | 1 Sterne              | 29.–31.10.  |
| Thailand Open       | Bangkok            | 90.000 US $  | 4 Sterne              | 4.–7.11.    |
| China Open          | Hangzhou           | 125.000 US $ | 5 Sterne              | 10.–14.11.  |
| Hong Kong Open      | Wan Chai, Hongkong | 60.000 US $  | 3 Sterne              | 15.–21.11.  |
| Scottish Open       | Glasgow            | 15.000 US $  | 1 Stern               | 25.–28.11.  |
| Grand Prix Finale   | Kuala Lumpur       | 125.000 US $ | -                     | 15.–19.12.  |

## Die Sieger
| Veranstaltung       | Herreneinzel           | Dameneinzel         | Herrendoppel                            | Damendoppel                          | Mixed                                |
| ------------------- | ---------------------- | ------------------- | --------------------------------------- | ------------------------------------ | ------------------------------------ |
| Chinese Taipei Open | Heryanto Arbi          | Lim Xiaoqing        | Cheah Soon Kit Soo Beng Kiang           | Lim Xiaoqing Christine Magnusson     | Denny Kantono Zelin Resiana          |
| Japan Open          | Heryanto Arbi          | Ye Zhaoying         | Chen Hongyong Chen Kang                 | Chung So-young Gil Young-ah          | Thomas Lund Catrine Bengtsson        |
| Korea Open          | Joko Suprianto         | Bang Soo-hyun       | Huang Zhanzhong Zheng Yumin             | Chung So-young Gil Young-ah          | Thomas Lund Catrine Bengtsson        |
| Swiss Open          | Fung Permadi           | Yuliani Santosa     | Peter Axelsson Pär-Gunnar Jönsson       | Gillian Clark Joanne Wright          | Pär-Gunnar Jönsson Maria Bengtsson   |
| Swedish Open        | Thomas Stuer-Lauridsen | Bang Soo-hyun       | Rexy Mainaky Ricky Subagja              | Chung So-young Gil Young-ah          | Thomas Lund Catrine Bengtsson        |
| All England         | Heryanto Arbi          | Susi Susanti        | Jon Holst-Christensen Thomas Lund       | Chung So-young Gil Young-ah          | Jon Holst-Christensen Grete Mogensen |
| Malaysia Open       | Ardy Wiranata          | Susi Susanti        | Rexy Mainaky Ricky Subagja              | Lim Xiaoqing Christine Magnusson     | Michael Søgaard Gillian Gowers       |
| Indonesia Open      | Alan Budikusuma        | Ye Zhaoying         | Rexy Mainaky Ricky Subagja              | Finarsih Lili Tampi                  | Rudy Gunawan Rosiana Tendean         |
| Canadian Open       | Thomas Stuer-Lauridsen | Camilla Martin      | Jon Holst-Christensen Thomas Lund       | Lim Xiaoqing Christine Magnusson     | Thomas Lund Pernille Dupont          |
| US Open             | Marleve Mainaky        | Lim Xiaoqing        | Jon Holst-Christensen Thomas Lund       | Chung So-young Gil Young-ah          | Thomas Lund Catrine Bengtsson        |
| China Open          | Joko Suprianto         | Han Jingna          | Rudy Gunawan Bambang Suprianto          | Chen Ying Wu Yuhong                  | Chen Xingdong Sun Man                |
| Hong Kong Open      | Hermawan Susanto       | Ye Zhaoying         | S. Antonius Budi Ariantho Denny Kantono | Chen Ying Wu Yuhong                  | Rudy Gunawan Rosiana Tendean         |
| German Open         | Thomas Stuer-Lauridsen | Susi Susanti        | Jon Holst-Christensen Thomas Lund       | Finarsih Lili Tampi                  | Thomas Lund Erica van den Heuvel     |
| Dutch Open          | Poul-Erik Høyer Larsen | Susi Susanti        | Cheah Soon Kit Soo Beng Kiang           | Finarsih Lili Tampi                  | Jan-Eric Antonsson Astrid Crabo      |
| Denmark Open        | Poul-Erik Høyer Larsen | Ye Zhaoying         | Jon Holst-Christensen Thomas Lund       | Lotte Olsen Lisbet Stuer-Lauridsen   | Thomas Lund Catrine Bengtsson        |
| Finnish Open        | Peter Espersen         | Camilla Martin      | Christian Jakobsen Henrik Svarrer       | Camilla Martin Marlene Thomsen       | Jan-Eric Antonsson Astrid Crabo      |
| Russian Open        | Hannes Fuchs           | Marina Andrievskaia | Mikhail Korshuk Vitaliy Shmakov         | Marina Andrievskaia Marina Yakusheva | Nikolai Sujew Marina Andrievskaia    |
| Thailand Open       | Joko Suprianto         | Susi Susanti        | Rudy Gunawan Bambang Suprianto          | Ge Fei Gu Jun                        | Liu Jianjun Wang Xiaoyuan            |
| Scottish Open       | Steve Butler           | Camilla Martin      | Jon Holst-Christensen Thomas Lund       | Lotte Olsen Lisbet Stuer-Lauridsen   | Thomas Lund Catrine Bengtsson        |
| Grand Prix Finale   | Joko Suprianto         | Susi Susanti        | Rudy Gunawan Bambang Suprianto          | Finarsih Lili Tampi                  | Thomas Lund Catrine Bengtsson        |